# Léon Benigni
Léon Benigni (Paris 17e, 20 avril 1892 - Marseille, janvier 1948) est un graphiste français, spécialisé dans le dessin de mode, célèbre pour ses représentations de modèles de haute couture.

## Biographie
Né en 1892 à Paris, Léon Benigni s'installe à Hanovre vers 1910 où il travaille comme employé de banque.
Dès 1918, il apparaît à Paris comme décorateur scénographe de théâtre et dessinateur de mode, aux côtés entre autres de Bénito, Bernard Boutet de Monvel, Georges Barbier et Francis Jourdain, devenant l'un des principaux illustrateurs d'un style résolument moderne,.
Benigni dessine pour des magazines de langue anglaise, comme Harper’s Bazaar et des périodiques français comme Modes et Travaux, L’Officiel, AGB Voici la Mode, Vogue et d'autres. Il a créé les pages de titre du magazine de mode Femina, et celles de la première édition du magazine de l'industrie textile International Textiles, sortie le 15 décembre 1933.
Fidèle à son style singulier, Léon Benigni a également conçu dans cet esprit des encarts publicitaires, des affiches, des couvertures d'ouvrages. Il a couvert plusieurs campagnes pour présenter les créations du couturier Jean Patou.
Graveur, lithographe, Léon Benigni a également illustré des œuvres de la littérature classique. Ses compositions pour les poèmes et romans d'Alfred de Musset (1927) sont notables. En 1931, son adresse parisienne est mentionnée au 25 de la place Charles-Fillion.
En juillet 1941, à Armenonville, il arbitre un concours d'élégance à bicyclettes, aux côtés de Geo Dorival de L'Art et la mode.
En 1945, il illustre La Philosophie de l'élégance de Maggy Rouff, paru aux Éditions littéraires de France. Ses dernières créations datent de 1947 pour « Arlette et la mode - Manteaux et costumes élégants ».

## Galerie

Œuvres de Léon Benigni
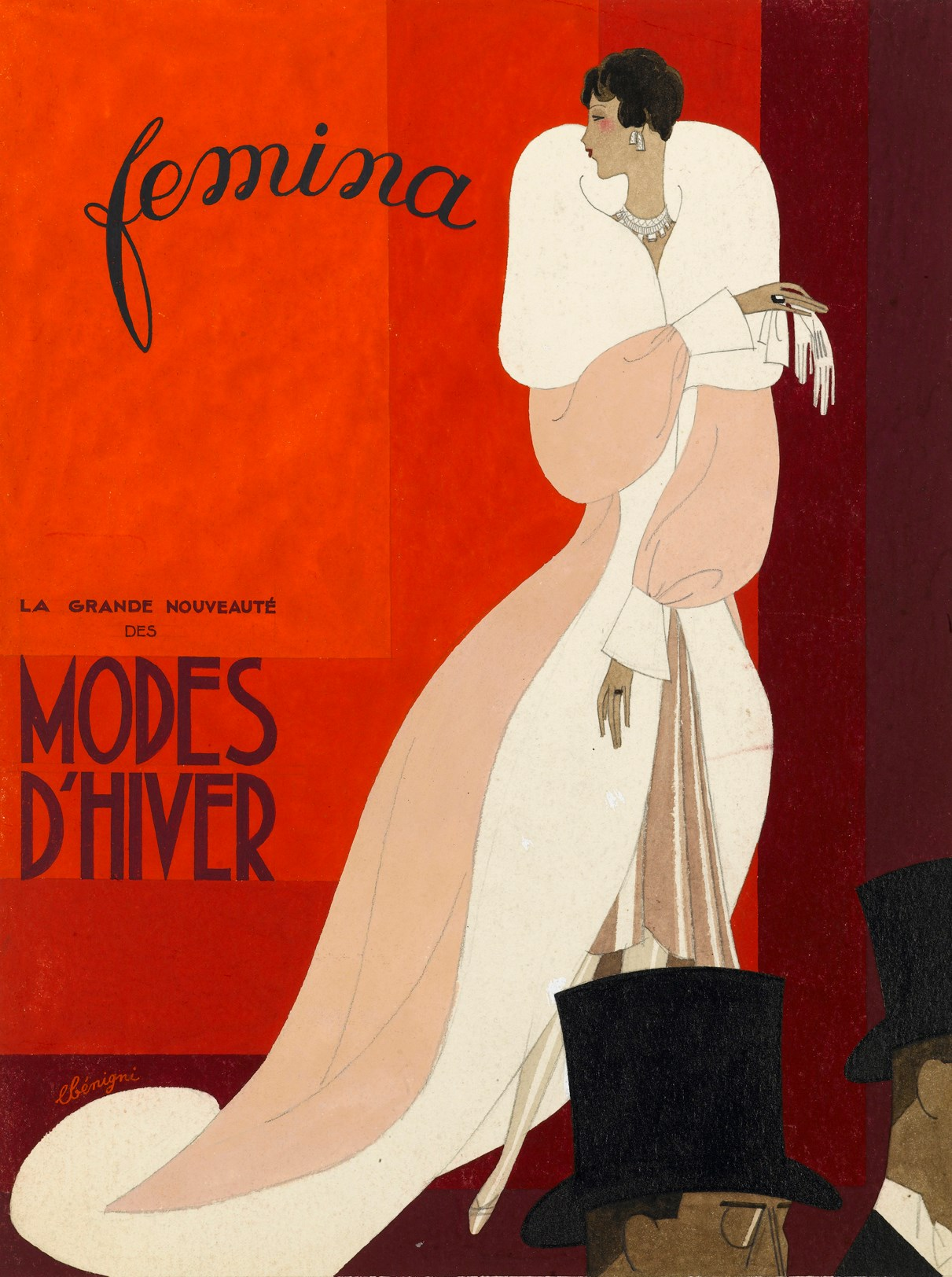
Couverture de Femina (1929)
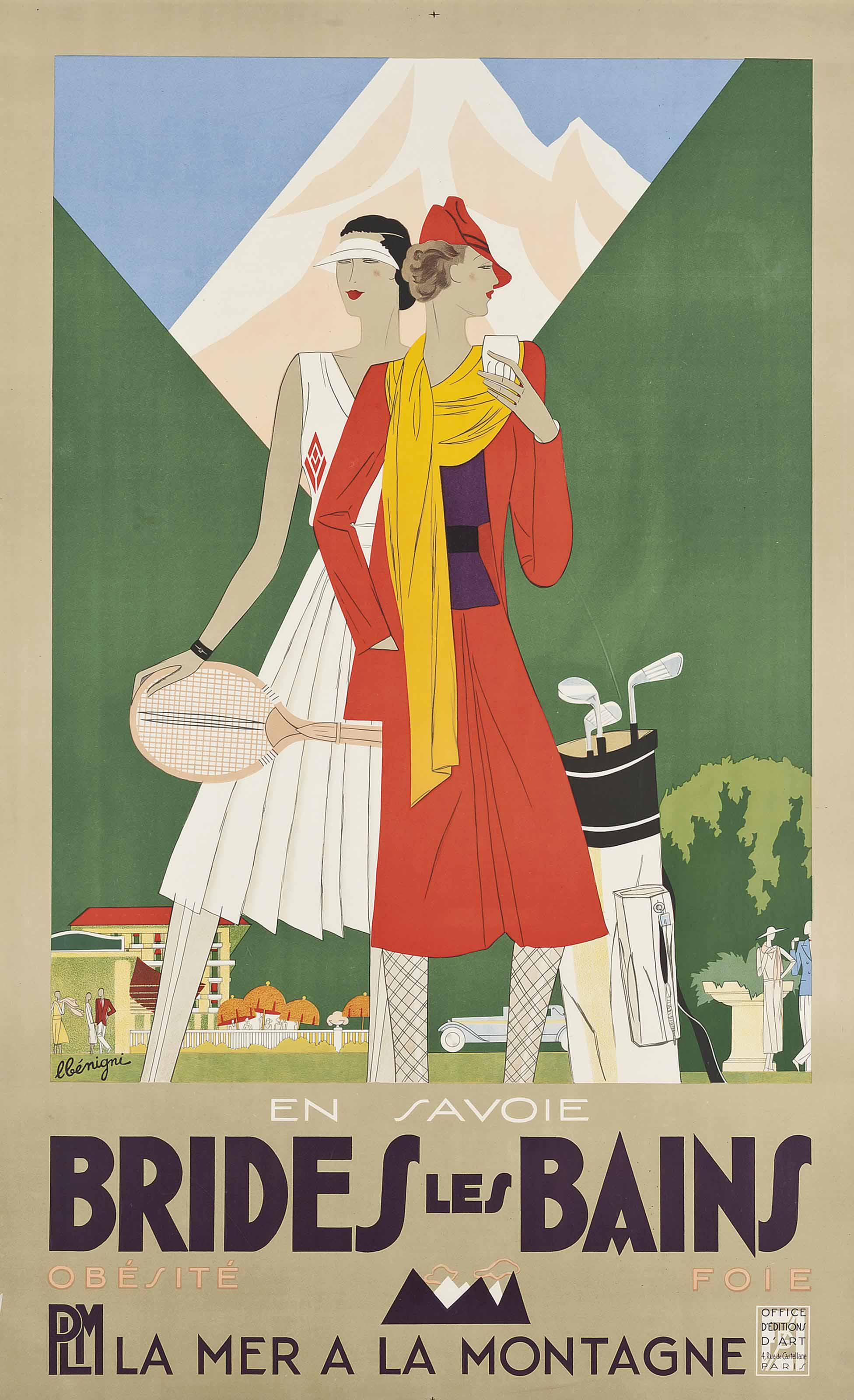
Affiche pour Brides-les-Bains - PLM (1929)
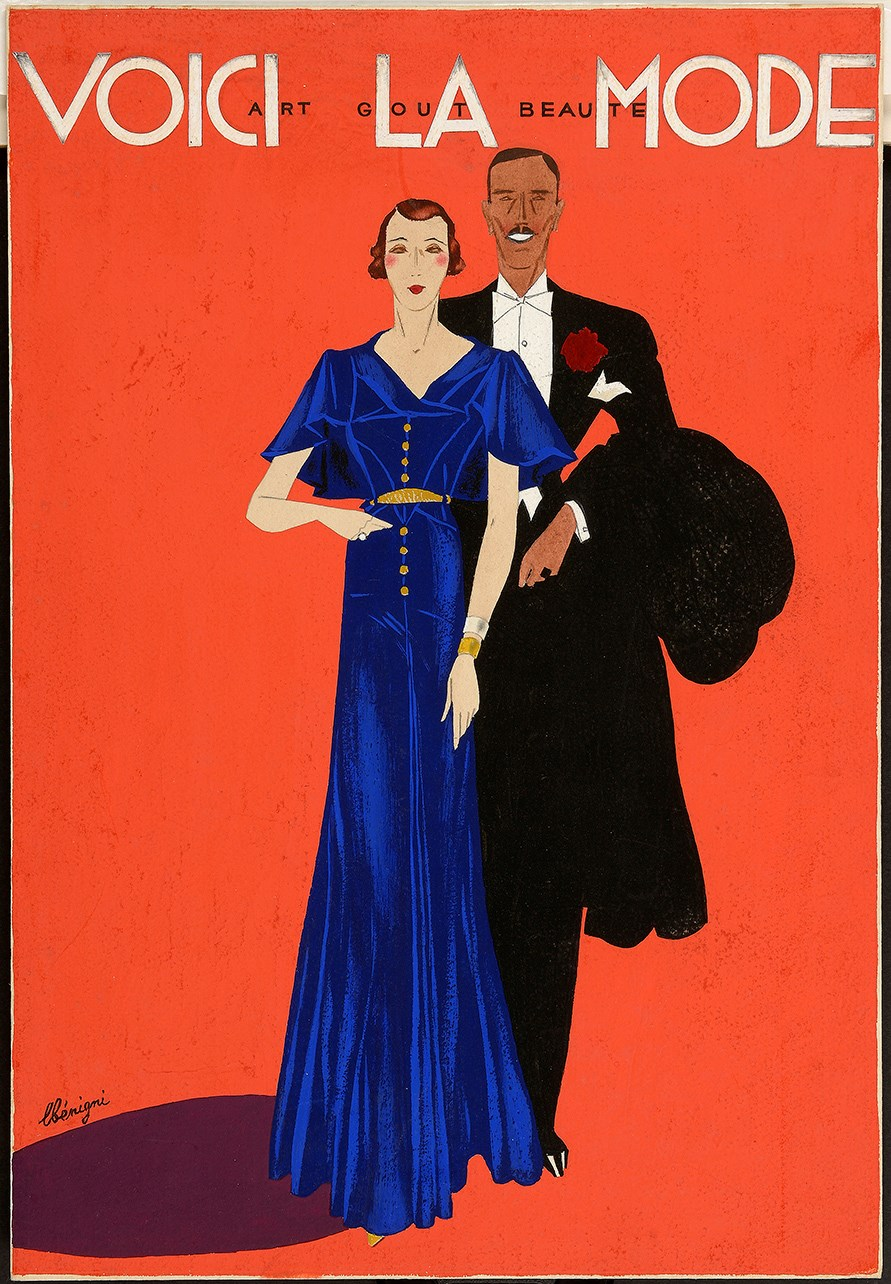
Couverture pour AGB - Voici la mode (1931)
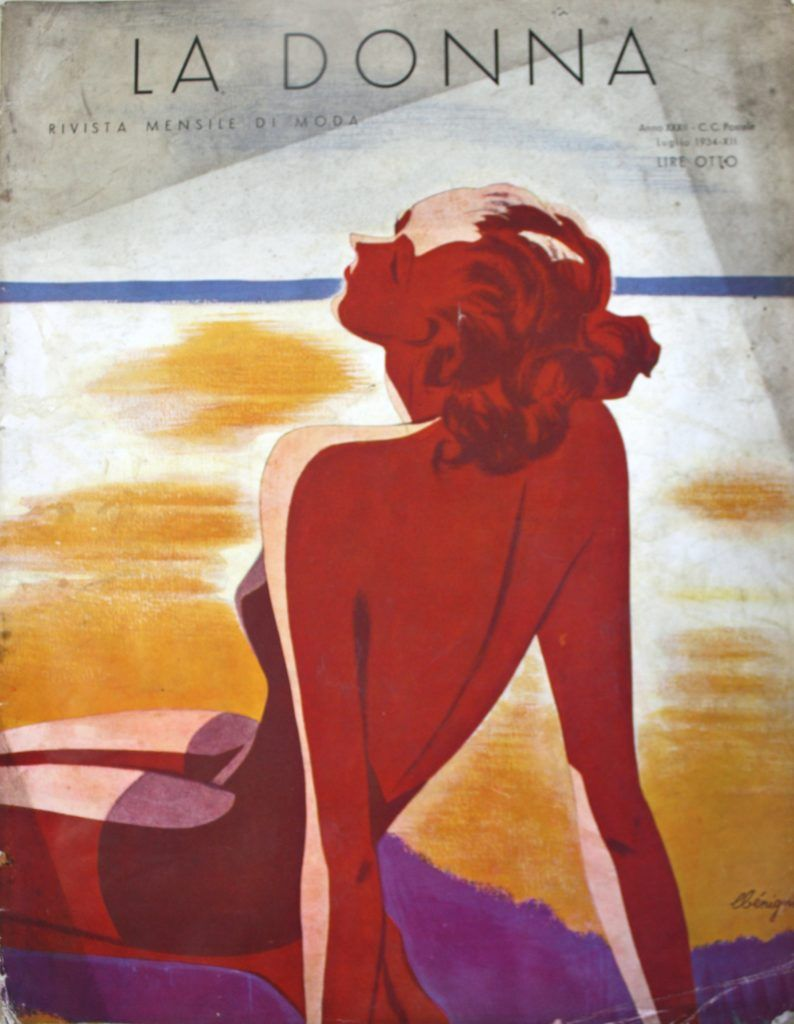
Couverture pour La Donna (Italie, 1934)